# Opuntia taylorii
Opuntia taylorii är en kaktusväxtart som beskrevs av Nathaniel Lord Britton och Joseph Nelson Rose. Opuntia taylorii ingår i släktet fikonkaktusar, och familjen kaktusväxter. Inga underarter finns listade i Catalogue of Life.

## Bildgalleri

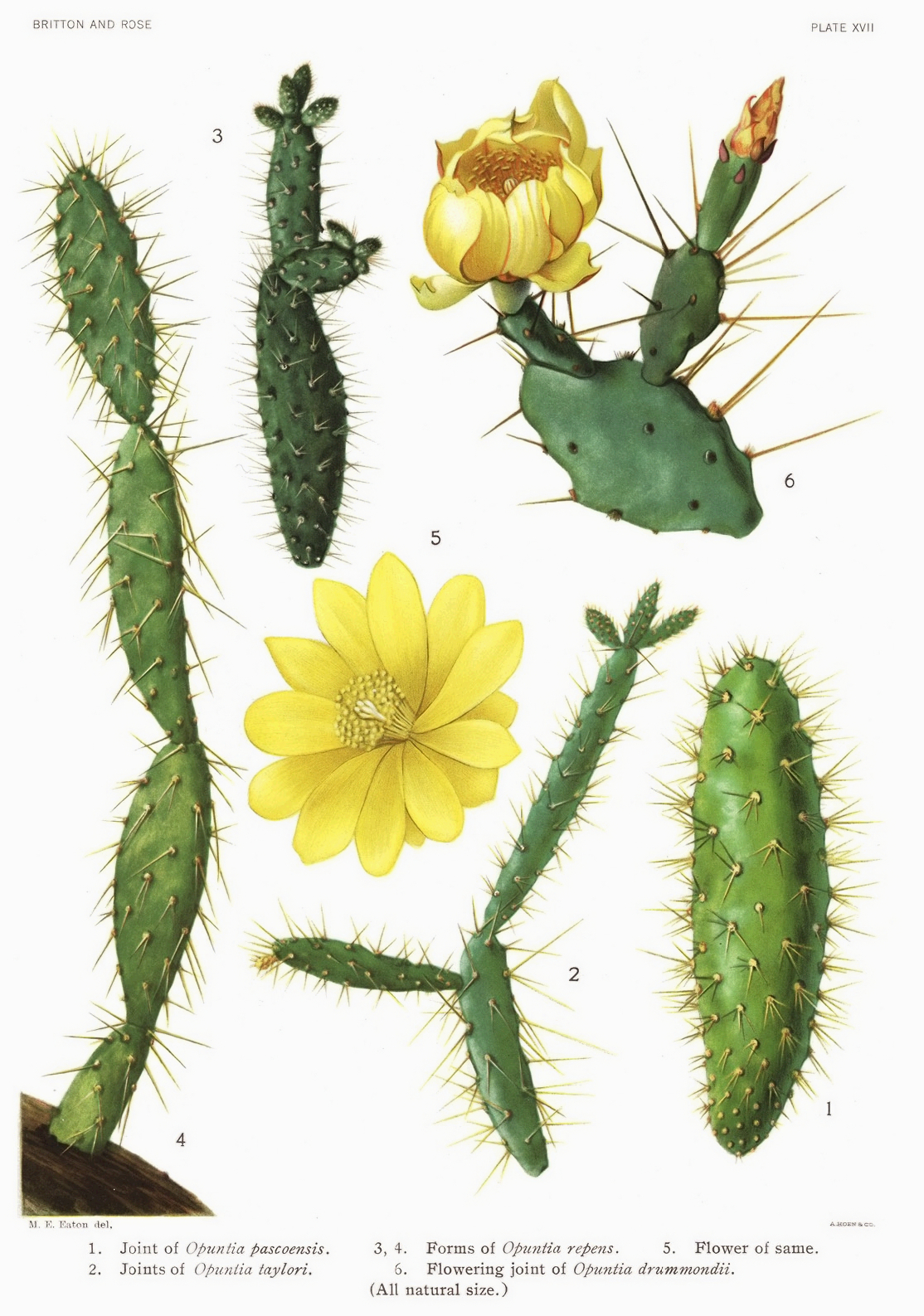